# دانیل پرانیچ
دانیل پرانیچ (کرواتی: Danijel Pranjić؛ زاده ۲ دسامبر ۱۹۸۱ در ناشیتسه) بازیکن فوتبال اهل کشور کرواسی است.

## باشگاهی
وی سابقه بازی در تیم‌های دینامو زاگرب، هیرنوین، بایرن مونیخ و اسپورتینگ پرتغال را دارد.

## تیم ملی
پرانیچ ۴۵ بازی ملی در کارنامه دارد.

## افتخارات
هیرنوین
- جام حذفی فوتبال هلند: ۰۹–۲۰۰۸

بایرن مونیخ
- بوندس لیگا: ۱۰–۲۰۰۹
- جام حذفی فوتبال آلمان: ۱۰–۲۰۰۹
- لیگ قهرمانان اروپا نایب قهرمان: ۲۰۱۰، ۲۰۱۲